# 仲口博崇
仲口 博崇（なかぐち ひろたか、1972年8月3日 - ）は、愛知県出身の競艇選手。
登録番号3554。身長163cm。血液型A型。69期。愛知支部所属。
師匠は大嶋一也。父は元競艇選手の仲口俊博、弟はオートレース選手の仲口武志。

## 来歴
1991年11月16日蒲郡競艇場でデビュー、1991年12月3日に初勝利、1993年3月津競艇場で初優勝。1998年4月には当時の現役2位の記録である18連勝を達成。1998年9月18日児島競艇場開設46周年記念でG1初優勝。2006年8月14日常滑競艇場でデビュー通算1000勝（3,226走目）を達成。SG 1勝、G1 6勝、通算優勝40回。

## タイトル

### SG
- 第61回全日本選手権（2014年・常滑競艇場）

### G1
- 46周年記念競走（1998年・児島競艇場）
- ダイヤモンドカップ（2001年・尼崎競艇場）
- 東海地区選手権（2003年・浜名湖競艇場）
- マーメイドグランプリ （2005年・常滑競艇場）
- 徳山クラウン争奪戦 （2005年・徳山競艇場）
- 東海地区選手権（2006年・常滑競艇場）
- 東海地区選手権（2016年・蒲郡競艇場）

## 人物・エピソード
- SG初出場は1996年8月のモーターボート記念。実力的にいつSGを優勝してもおかしくないと言われ続けてきたが、2014年10月20日のSG第61回ボートレースダービー（常滑競艇場）でSG初制覇を果たした。
- 内寄りのコースが得意で、貪欲にコースを取りに行く。
- 漫画「モンキーターン」の準主役・洞口雄大のモデルとしても有名。